# Виленский, Лев Вульфович
Лейб (Лев) Вульфович Виленский (при рождении Лейб-Нисн Виленский; 1870, Чечерск, Могилёвская губерния — 17 сентября 1935, Хайфа) — общественный деятель, участник сионистского движения. Основатель Всемирного союза Партии общих сионистов.

## Биография
Родился в семье потомственных раввинов. Его отец — Борух-Вульф Виленский — последователь Хабада, был одним из основателей Ховевей Цион в Кременчуге. Обучался в Берлинском и Базельском университетах, в 1891 г. получил степень доктора химии и философии Базельского университета. По окончании образования женился и осел в Минске, где основал небольшое химическое производство, которое оказалось убыточным. Закрыв дело, Виленский переехал в Кременчуг, где проживал до 1903 года.
Во время обучения в Берлине Виленский увлекся идеями сионизма, был одним из основателей союза студентов-сионистов в Берлине. Участник 1-го и последующих сионистских конгрессов (на первом конгрессе представлял Кременчуг).
В 1902 году был избран и в следующем году утверждён казённым раввином Николаева. Во время погромов 1905 года организовал отряды самообороны. В 1905 году был обвинён в революционной пропаганде и уволен с должности городского общественного раввина, в январе 1906 года подвергнут аресту. 30 января приговорён в четырём годам ссылки в Якутской области. Дело было пересмотрено и 6 апреля того же года Л. В. Виленский был освобождён из-под стражи, а 7 апреля выехал в Харьков.
С 1906 до 1910 года жил в Берлине, затем вернулся в Россию. После Февральской революции 1917 был избран председателем харьковской еврейской общины. Участник Всероссийского сионистского конгресса в Петрограде (1917). После установления Советской власти на Украине был приговорён к смертной казни за сионистскую агитацию, но сумел бежать и через Кавказ добрался до Палестины.
С 1920 — в Эрец-Исраэль, работал в фонде «Керен ха-Йесод», созданном для финансирования процессов создания и развития инфраструктуры будущего еврейского государства, представлял сионистское движение в странах Латинской Америки, затем вёл сионистскую пропаганду в Румынии.
Расставшись в 1932 году с «Керен ха-Йесод», осел в Хайфе, где подготовил к публикации мемуары. Скончался 17 мая 1935 года в Хайфе.
Дочь — писатель Мириям Ялан-Штеклис.